# Pholcomma carota
Pholcomma carota là một loài nhện trong họ Theridiidae.
Loài này thuộc chi Pholcomma. Pholcomma carota được Herbert Walter Levi miêu tả năm 1957.